# Giuliano Ciannella
Giuliano Ciannella (Campi Salentina, 25 ottobre 1943 – Ferrara, 10 gennaio 2008) è stato un tenore italiano.

## Biografia
Giuliano Ciannella si laureò in Ingegneria Elettronica all'Università di Bologna. Dopo il servizio militare, si diplomò presso il Conservatorio Giovanni Battista Martini di Bologna col massimo dei voti in canto ed arte scenica, sotto la guida dei professori M. Leone Magiera e Raul Grassilli, perfezionandosi poi coi Maestri Giacomo Lauri-Volpi e Carlo Bergonzi. 
Suo fratello Sergio Ciannella insieme alla moglie Lucia e le sue due nipoti Elena ed Eva Ciannella lo hanno supportato e sostenuto durante la sua battaglia contro il cancro tra Bologna, Ferrara e Tokyo negli ultimi anni di vita. 

### Carriera musicale
Ancora studente, debuttò nel 1974 al Teatro Nuovo di Milano, o secondo altra fonte al Festival di Barga di Lucca nel ruolo di Rinuccio del Gianni Schicchi di Giacomo Puccini. Da quel momento ebbe inizio una carriera che lo portò a cantare al Teatro alla Scala di Milano (nel ruolo di Cassio nell'Otello nel 1976), ad Gran Teatro La Fenice di Venezia, al Teatro Regio di Torino, all'Arena di Verona ed al Teatro Filarmonico di Verona, all'Opéra national de Paris, al Teatro Real di Siviglia, al Teatro San Carlos di Lisbona, alla Royal Opera House di Londra, alla Staatsoper Unter den Linden e Deutschoper di Berlino, al Metropolitan Opera di New York, al Chicago Liric Opera,San Francisco Opera, Wiener Staatsoper, Grand Théâtre de Genève, Royal Opera House,  ed innumerevoli altri teatri, per terminare poi con un recital al Higashi Murajama di Tokyo. Si ritirò dalle scene nel 1988.
Il suo timbro vocale (più volte dissero si trattava di un "baritono che canta da tenore") ed il suo temperamento, oltre che le doti sceniche, lo rendevano ideale per ruoli drammatici e spinti; in particolare fu interprete di Verdi e Bizet. Molti sono i colleghi e registi coi quali collaborò durante il corso della sua carriera, tra cui registi come Franco Zeffirelli, Luca Ronconi, Jean-Pierre Ponnelle e Sylvano Busotti, direttori come Claudio Abbado, Maurizio Arena, Riccardo Chailly, James Levine, Georges Prêtre, Donato Renzetti, Nino Sanzogno, Thomas Schippers e cantanti come Mirella Freni, Mario Sereni, Piero Cappuccilli, Sherrill Millnes, Anna Moffo, Cornell MacNeil, Renata Scotto, Italo Tajo, Grace Bumbry, S. Moreno, Kiri Te Tanawa, Montserrat Caballé, Nicolaj Ghiaurov, Plácido Domingo, Edita Gruberová, Giorgio Zancanaro, Renato Bruson, Leo Nucci, Katia Ricciarelli.
Nonostante una non ampia discografia è tuttavia possibile trovare alcune importanti registrazioni, tra le quali il Marin Faliero di G. Donizetti, Otello di Verdi e la registrazione del gala per il centennale del Metropolitan Opera House di New York, uno dei pochi italiani assieme a Luciano Pavarotti, Mirella Freni, Renato Bruson, Leo Nucci e Katia Ricciarelli.

### L'attività didattica
Sporadicamente impegnato nell'attività registica ("La Fantesca" di Johann Adolf Hasse) e in conferenze, sarà poi nell'insegnamento che dedicherà tutte le sue attenzioni, divenendo docente di canto presso il Conservatorio di Musica Arrigo Boito di Parma prima e, dal 2003 fino alla morte, presso il Conservatorio di Musica Girolamo Frescobaldi di Ferrara, dove tenne anche la cattedra di psicoacustica per cantanti. Impegnato in master-class in Venezuela, Stati Uniti, Svezia, Italia, Corea del Sud e Giappone (appena un mese prima della morte), la sua linea teorico-pratica nella didattica del canto era affine alle visioni più moderne delle scuole anglosassoni (che considerano il cantante come una singola entità psico-fisico-culturale), aiutato anche dai suoi studi di foniatria presso l'Ospedale delle Molinette di Torino col dott. Schindler.
Si spense all'ospedale di Ferrara il 10 gennaio 2008 alle 4 del mattino, all'età di 64 anni, in seguito all'aggravarsi del cancro che lo aveva colpito nel 2004.

## Repertorio
Opere liriche
- Vincenzo Bellini
  - Norma
- Georges Bizet
  - Carmen
- Pëtr Il'ič Čajkovskij
  - Iolanta
- Gaetano Donizetti
  - Lucia di Lammermoor
  - Marin Faliero
- Umberto Giordano
  - Andrea Chénier
  - Fedora
- Charles Gounod
  - Faust
- Ruggero Leoncavallo
  - Pagliacci
- Pietro Mascagni
  - Nerone
  - Messa di Gloria
- Amilcare Ponchielli
  - La Gioconda
- Giacomo Puccini
  - La bohème
  - Madama Butterfly
  - Gianni Schicchi
  - Manon Lescaut
  - La rondine
  - Tosca
  - Turandot
- Gioachino Rossini
  - Guillaume Tell
  - Stabat Mater
  - Petite messe solennelle
- Nikolaj Andreevič Rimskij-Korsakov
  - Ivan il terribile
- Giuseppe Verdi
  - Aida
  - Un ballo in maschera
  - Don Carlos
  - I due Foscari
  - Ernani
  - Luisa Miller
  - La forza del destino
  - Macbeth
  - Otello
  - Rigoletto
  - I masnadieri (Verdi)
  - Oberto, Conte di San Bonifacio
  - Il trovatore
  - La traviata
  - I vespri siciliani
  - Messa da requiem
- Ermanno Wolf-Ferrari
  - La vedova scaltra
- Johann Sebastian Bach
  - Magnificat
- Ludwig van Beethoven
  - Cristo sul Monte degli Ulivi
  - IX sinfonia
- Hector Berlioz
  - Requiem
- Gaetano Donizetti
  - Messa di Requiem
- Franz Joseph Haydn
  - Die Schöpfung
- Gustav Mahler
  - VIII sinfonia

### Annotazioni
1. ↑  Famiglia

### Fonti
1. 1 2 3  (EN) John von Rhein, Giuliano Ciannella: 1943 - 2008, su chicagotribune.com, Chicago Tribune, 17 gennaio 2008. URL consultato l'8 agosto 2014 (archiviato dall'url originale il 10 agosto 2014).
2. 1 2  (EN) Giuliano Ciannella, 64, Exponent of Lyric Tenor and Verdi Repertory During the 1980s, Has Died, su operanews.com, Opera News, 15 gennaio 2018. URL consultato l'8 agosto 2014 (archiviato dall'url originale il 9 agosto 2014).

| Controllo di autorità | VIAF (EN) 240477020 · ISNI (EN) 0000 0003 8584 1476 · Europeana agent/base/29879 · LCCN (EN) no2006122930 |